# Salvia virgata
Salvia virgata är en kransblommig växtart som beskrevs av Nikolaus Joseph von Jacquin. Salvia virgata ingår i släktet salvior, och familjen kransblommiga växter. Inga underarter finns listade i Catalogue of Life.